# فرانز هيلد
فرانز هيلد (بالألمانية: Franz Held)‏ هو مجدف ألماني، ولد في 6 مايو 1948 في باساو في ألمانيا.

## وصلات خارجية
- فرانز هيلد على موقع الاتحاد الدولي للتجديف (الإنجليزية)
- فرانز هيلد على موقع اللجنة الأولمبية الدولية (الإنجليزية)
- فرانز هيلد على موقع أوليمبيديا (الإنجليزية)